# Himenóforo
Himenóforo tecido dos fungos que suporta o himénio, podendo apresentar-se em forma de lamela, tubos ou acúleos.